# آکیرا سوزوکی (کارگردان)
آکیرا سوزوکی (انگلیسی: Akira Suzuki؛ زادهٔ ۱ ژوئن ۱۹۶۱) کارگردان فیلم، فیلم‌نامه‌نویس، تدوین‌گر، نویسنده، پویانما، و رمان‌نویس اهل ژاپن است.